# Калвин Пикард
Калвин Пикард (енгл. Calvin Pickard — Монктон, 15. април 1992) професионални је канадски хокејаш на леду који игра на позицији голмана.
Члан је сениорске репрезентације Канаде за коју је на међународној сцени дебитовао на светском првенству 2016. када је селекција Канаде освојила титулу светског првака. 
Учествовао је на улазном драфту НХЛ лиге 2010. где га је као 49. пика у другој рунди одабрала екипа Колорадо аваланчи. Две године касније дебитовао је за Аваланче у НХЛ лиги.